# فيكتور بليتجن
فيكتور بليتجين Victor Blüthgen (ولد في تسيربيج 4 يناير 1844 ومات في برلين 2 أبريل 1920) هو شاعر وكاتب ألمانى.
درس اللاهوت في مدينة هاله. وعمل صحفيا من سنة 1876.كتب الشعر وكذلك حكايات للأطفال والتي ظهرت في مجلة الشباب الألماني die deutsche Jugende. وله أيضا روايات وأقاصيص واشتهر بصفة خاصة بالشعر الذي كتبه للأطفال.
من أعماله:
1. البروسي (قصة)
2. من زمان العنفوان (قصة)

## روابط خارجية
- فيكتور بليتجن على موقع IMDb (الإنجليزية)
- فيكتور بليتجن على موقع كينوبويسك (الروسية)